# Заречка (Архангельская область)
Заречка — деревня в Холмогорском районе Архангельской области.

## География
Находится в центральной части Архангельской области на расстоянии приблизительно 3 км на юг по прямой от районного центра села Холмогоры на левом берегу речки Пеновка на левобережье Северной Двины.

## История
В 1905 году здесь (тогда территория Холмогорского уезда Архангельской губернии) было учтено 5 дворов в деревне Заречка Малая (Ксенофонтовская) и 6 в Заречке Большой (Чертановская). До 2022 года входила в Матигорское сельское поселение до его упразднения.

## Население
Численность населения: 37 человек в Заречке Малой и 59 в Заречке Большой (1905), 4 (русские 100 %) в 2002 году, 5 в 2010.